# Aldrichiomyza elephas
Aldrichiomyza elephas är en tvåvingeart som först beskrevs av Friedrich Georg Hendel 1913.  Aldrichiomyza elephas ingår i släktet Aldrichiomyza och familjen sprickflugor. Inga underarter finns listade i Catalogue of Life.